# Barrie Ingham

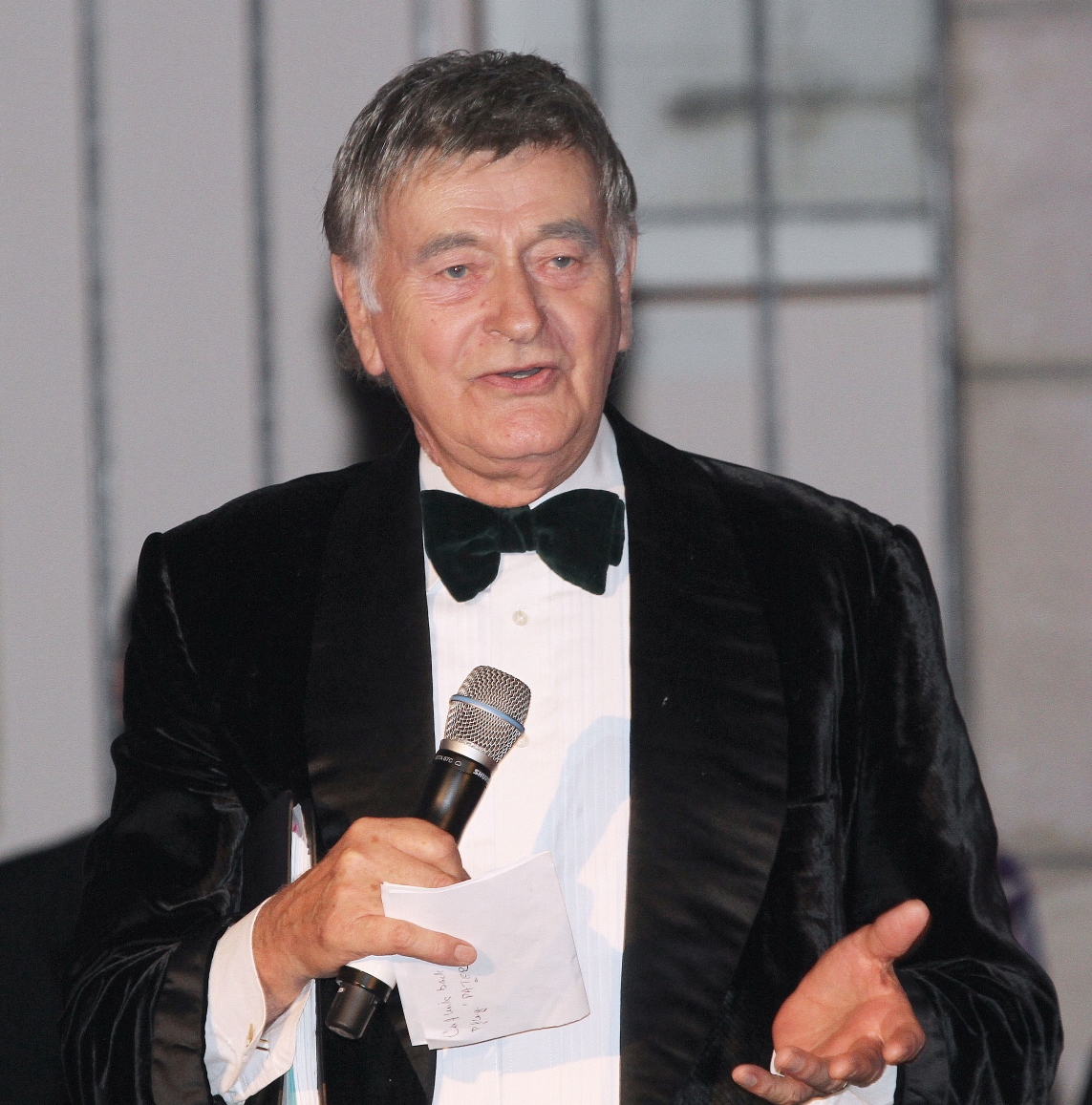
Barrie Ingham.

Barrie Ingham (Halifax, Yorkshire del Oeste, 10 de febrero de 1932-Palm Beach Gardens, Florida, 23 de enero de 2015) fue un actor británico.

## Televisión
- Doctor Who: The Myth Makers (1965)
- Los Vengadores (1967)
- Randall y Hopkirk (Muerte) (1967)
- The Power Game como Garfield Kane (1969)
- Hine como Joe Hine (1971)
- Murder, She Wrote: CantAn una Canción de Muerte (1985)
- Star Trek: La nueva generación (1987 a 1994)

## Películas
- Dr. Who y Los Daleks (1965)
- A Challenge for Robin Hood (1967)
- Chacal (1973)
- La Triangla (1981-1983)

## Películas animadas
- Basil, el ratón superdetective como Basil y Bartholomew (1986)